# Deserció

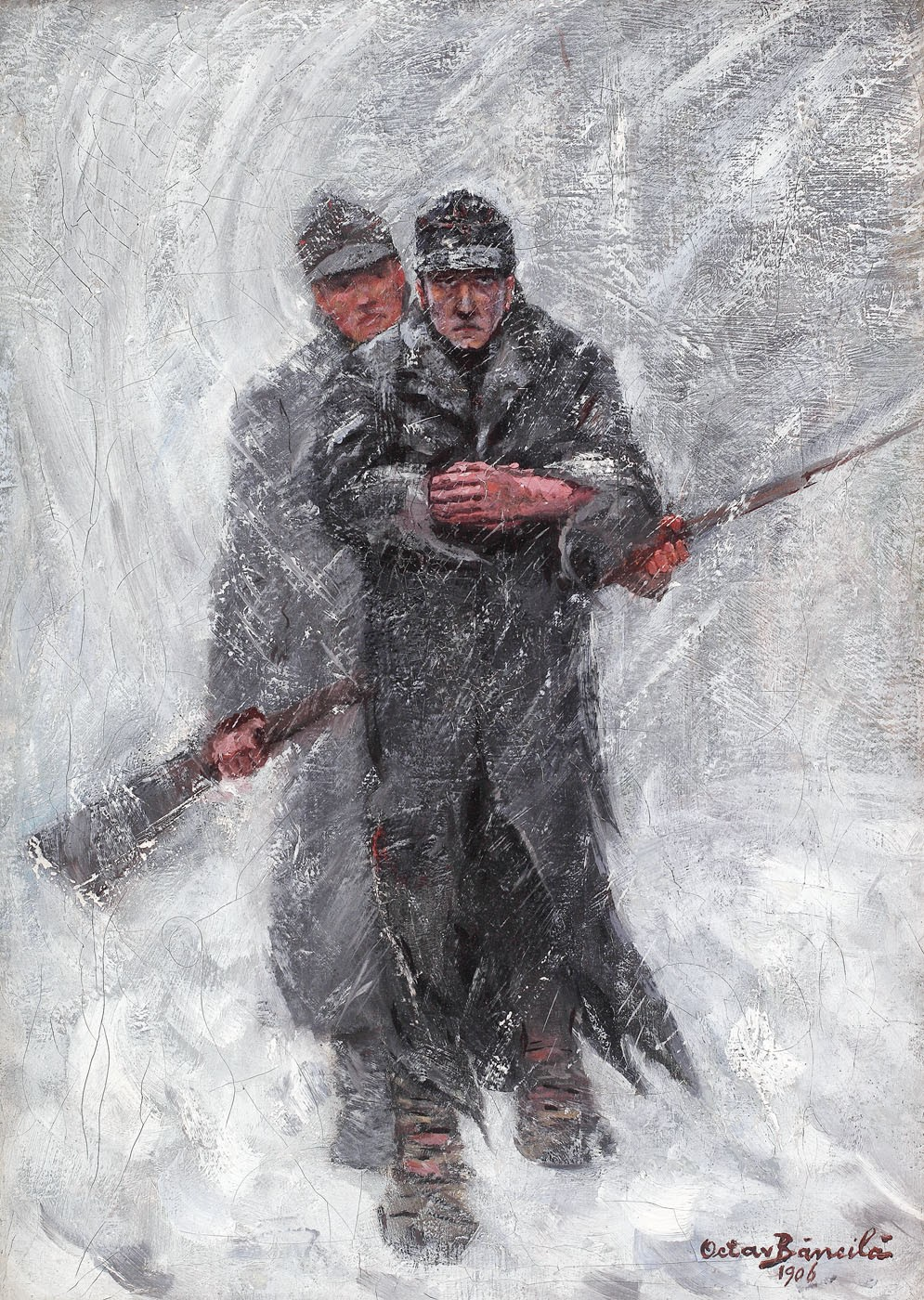
El desertor, pintura a l'oli d'Octav Băncilă, 1906.

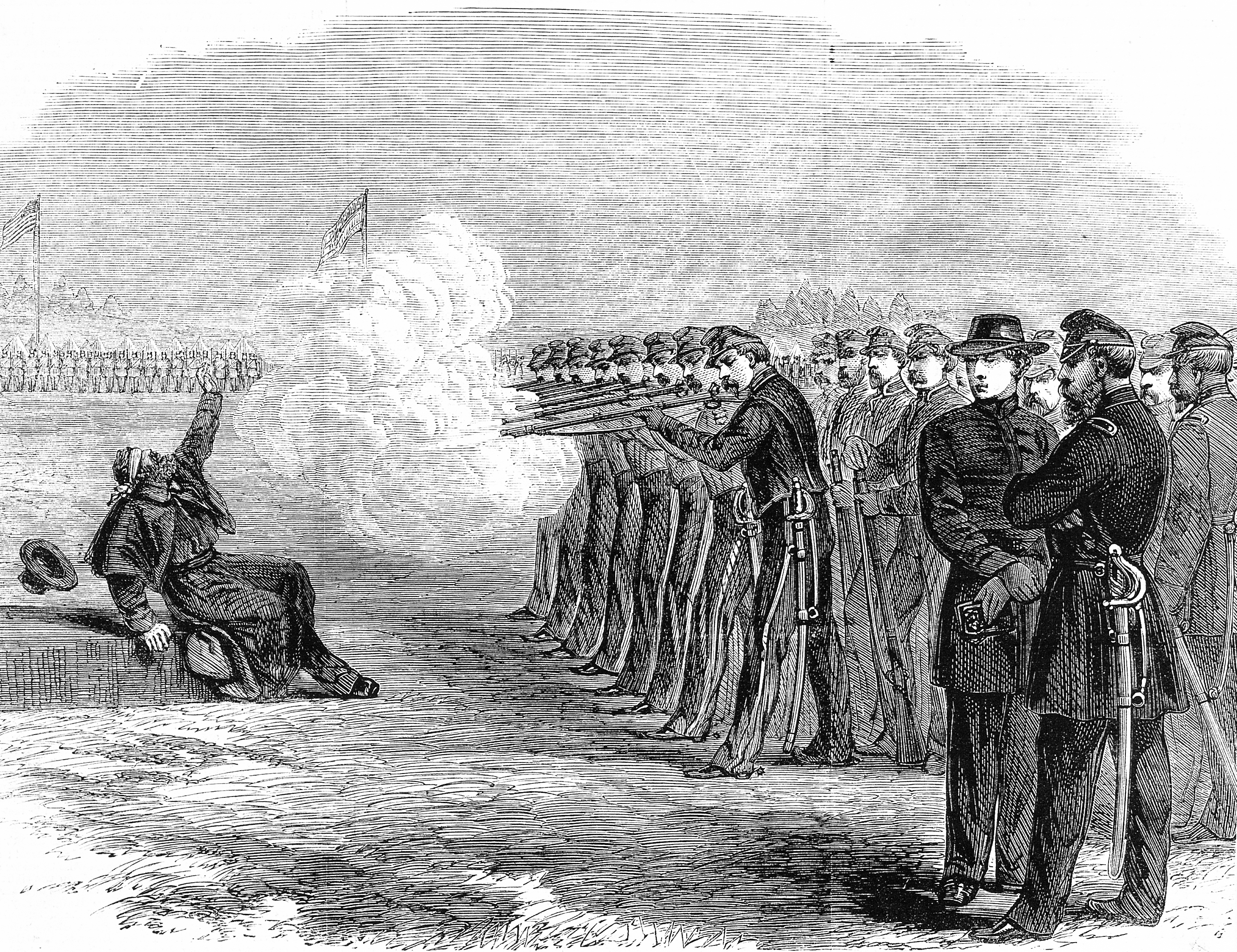
L'execució d'un desertor al Camp Federal d'Alexandria durant la Guerra Civil dels Estats Units. Gravat en fusta.

La deserció és l'abandonament del deure en una declaració de guerra, en una batalla o de la tasca assignada en una retirada, setge, invasió, incursió per part de l'enemic, una emboscada o un swarming. També s'incorre en deserció quan es comet un fragging contra els mateixos companys d'armes, o el traspàs a files enemigues.
El desertor pot ser un militar de qualsevol rang des d'un soldat fins a un general d'Exèrcit, el qual és un individu que forma part d'unes forces armades, ostentant un lloc jeràrquic, (rang o grau) dins d'aquestes, i que sense el permís del seu superior en rang abandona la seva designació.
Quan és un recluta, no és un desertor, sinó un pròfug.
S'aplica el Dret militar al subjecte que ocasioni deserció, i sol considerar-se un delicte, i molt greu en temps de guerra. En aquesta situació se'ls exigeix presentar-se davant d'un consell de guerra, una cort marcial o un tribunal de justícia, i eventualment és objecte d'una sanció penal, que pot arribar fins a la pena de mort.
El desertor té dret a un advocat per defensar-se davant els tribunals, d'acord amb el dret internacional humanitari, particularment els convenis de Ginebra, i els tractats sobre drets humans. Han existit casos en els quals el poder executiu ha indultat a desertors, sent així perdonats.
Modernament, la deserció lligada a motivacions polítiques ha conduït a una suavització de les penes. Un d'aquests exemples el trobem en soldats estatunidencs destinats a la Guerra del Vietnam que no estaven d'acord en l'ocupació. Segons el codi de justícia militar espanyol constitueix deserció el fet d’absentar-se de la unitat o del lloc de residència més de tres dies consecutius; en temps de guerra aquest termini es redueix a vint-i-quatre hores.